# 토르바주

토르바주(Torba)는 바누아투 최북단에 위치한 주로, 토레스 제도와 뱅크스 제도를 관할한다. 주도는 솔라이며 인구는 10,161명, 면적은 882km2이다. 주 이름은 토레스 제도(Torres Islands)와 뱅크스 제도(Banks Islands)의 첫 글자를 조합해서 붙여진 이름이다.